# Settimo San Pietro
Settimo San Pietro là một đô thị ở tỉnh Cagliari, vùng Sardinia của Italia, có vị trí cách khoảng 9 km về phía đông bắc của Cagliari. Đến thời điểm ngày 31 tháng 12 năm 2004, đô thị này có dân số 6.079 và diện tích là 23,2 km².
Settimo San Pietro giáp các đô thị: Quartucciu, Selargius, Serdiana, Sestu, Sinnai, Soleminis.